# Bruno Pontecorvo
Bruno Pontecorvo, in URSS Bruno Maksimovič Pontekorvo (Бруно Максимович Понтекорво) (Marina di Pisa, 22 agosto 1913 – Dubna, 24 settembre 1993), è stato un fisico italiano con cittadinanza britannica naturalizzato sovietico.
Allievo di Enrico Fermi, fu autore di numerosi studi sulla fisica delle particelle ad alta energia e giunse alla notorietà anche fuori della comunità scientifica per il suo volontario trasferimento nel 1950, in piena guerra fredda, in Unione Sovietica, dove continuò le sue ricerche sul decadimento del muone e sui neutrini.

## Biografia
Nato da una famiglia benestante di fede ebraica, ma non praticante, fratello del genetista Guido e del regista Gillo, frequentò giovanissimo il biennio di ingegneria a Pisa e a soli diciott'anni s'iscrisse al terzo anno di Fisica all'Università di Roma superando l'esame di ammissione con Fermi e Franco Rasetti, diventando quindi uno degli assistenti più stretti – e il più giovane – di Fermi, entrando a far parte del cosiddetto "gruppo di via Panisperna" con il quale collaborò nel 1934 al celebre esperimento sui neutroni lenti che diede l'avvio alle ricerche sulla fissione del nucleo atomico e alle sue applicazioni. Nel 1936 si recò a Parigi, dove lavorò sino al 1940 con Irène Curie e Frédéric Joliot allo studio degli urti dei neutroni con protoni e alle transizioni elettromagnetiche tra isomeri. Durante il periodo parigino abbracciò l'ideologia marxista e comunista, pur non partecipando attivamente ad alcuna attività politica. Nel 1938 conobbe una giovane studentessa svedese, Marianne Nordblom, da cui ebbe presto il primo figlio Gil.

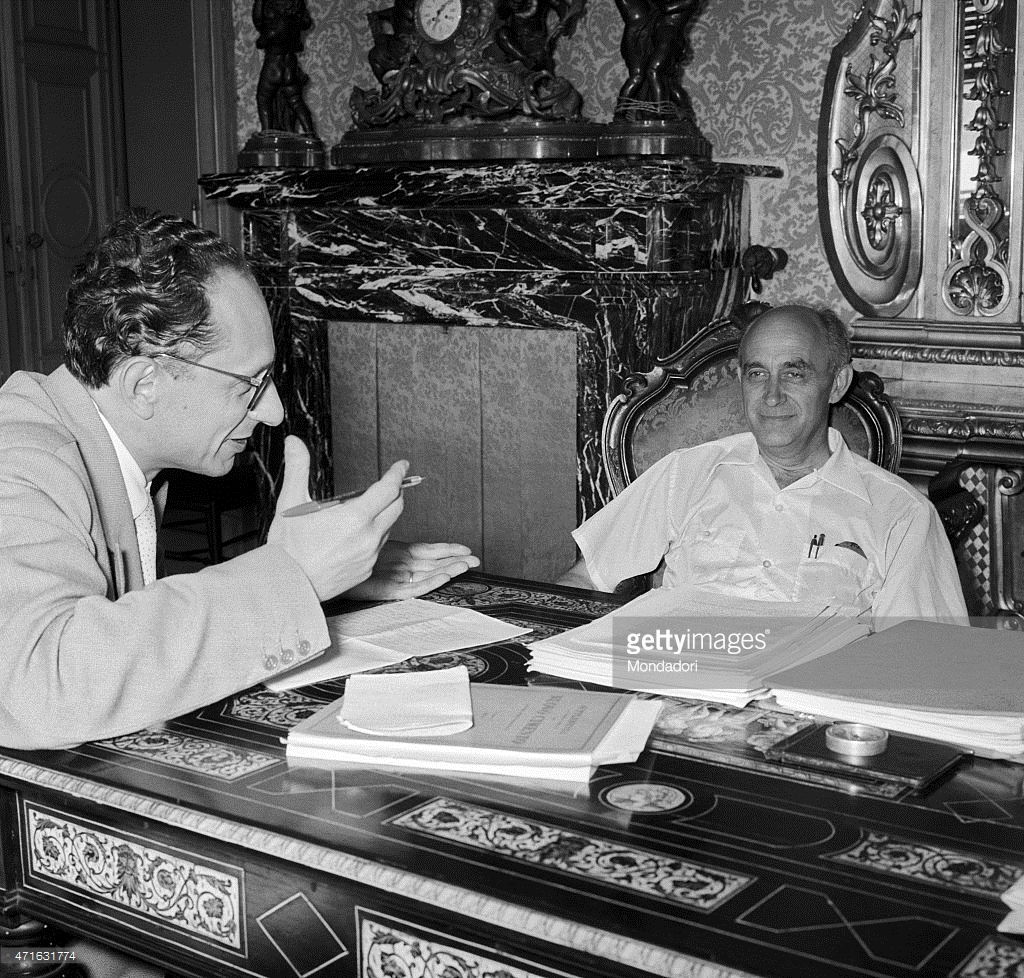
Pontecorvo a colloquio con Enrico Fermi

Nell'agosto 1940, dopo l'occupazione di Parigi da parte dei nazisti, fuggì negli USA dove, con una borsa della Westinghouse, lavorò per una società petrolifera a Tulsa, in Oklahoma, mettendo a punto una tecnica d'introspezione dei pozzi petroliferi basata sul tracciamento di neutroni, che è stata la prima applicazione pratica della scoperta delle proprietà dei neutroni lenti fatta a Roma con Fermi. Probabilmente a causa delle sue idee comuniste, fu escluso dalla partecipazione al Progetto Manhattan per la costruzione della bomba atomica, ma nel 1943 fu chiamato a partecipare a ricerche teoriche in un centro di ricerca canadese nei pressi di Montréal, dove si occupò dello studio dei raggi cosmici e in particolare di neutrini e del decadimento del muone. Nel 1948, dopo aver ottenuto la cittadinanza britannica, fu chiamato nel Regno Unito da John Douglas Cockcroft per partecipare al progetto della bomba atomica inglese. Si trasferì dunque all'Atomic Energy Research Establishment, per poi ottenere un incarico professorale a Liverpool.
Il 31 agosto 1950, durante una vacanza in Italia, senza darne comunicazione né agli amici né ai parenti, partì da Roma per Stoccolma con tutta la famiglia (la moglie svedese Marianne Nordblom e i loro tre figli) e proseguì immediatamente per Helsinki in Finlandia. Da lì varcò il confine con l'Unione Sovietica, dove andò ad abitare. Si stabilì a Dubna e cambiò il suo nome in Bruno Maksimovič Pontekorvo. La sua improvvisa scomparsa fece temere dapprima un nuovo caso Majorana, poi gettò scompiglio e preoccupazione nei servizi di sicurezza occidentali, preoccupati della possibile divulgazione di segreti atomici, mentre ancora era recente il caso di Klaus Fuchs, scienziato tedesco, cittadino inglese dal 1942, anch'egli comunista, che aveva partecipato al progetto della bomba atomica inglese e che era da poco stato condannato per aver fornito informazioni su ricerche nucleari ai sovietici.
Nell'URSS, dove sarebbero maturate le sue fondamentali ricerche nella fisica delle particelle elementari e, successivamente, nell'astrofisica, con importanti contributi alla fisica dei neutrini e alle indagini sui neutrini solari, Pontecorvo fu accolto con tutti gli onori, ma anche tenuto per anni isolato  dal mondo, mantenendo solo uno sporadico contatto col fratello Gillo, noto regista cinematografico, rimasto in Occidente. Lavorò fino alla morte a Dubna, dove i sovietici avevano impiantato un importante laboratorio di ricerca atomica, sulle particelle ad alta energia e in particolare sul decadimento del muone e sui neutrini, ricevendo il Premio Stalin nel 1953 e divenendo membro della prestigiosa Accademia delle scienze dell'URSS nel 1958. Solo nel 1955 gli fu consentito di apparire in pubblico, in occasione di una conferenza stampa dove spiegò al mondo le motivazioni del suo abbandono della società occidentale e la sua adesione al comunismo reale. Solo molti anni dopo poté viaggiare all'estero e visitare l'Italia (la prima volta nel 1978). Rimase in URSS anche dopo la fine del comunismo. Affetto dalla malattia di Parkinson, morì a Dubna nel 1993: in seguito a una brusca caduta dalla bicicletta si era rotto il femore, per la qual cosa aveva pianificato di curarsi a Roma ma il suo fisico non resse lo stress. Per sua espressa volontà, metà delle sue ceneri vennero sepolte nel cimitero di Dubna e l'altra metà nel Campo Cestio a Roma. In riconoscimento del fatto che  Bruno Pontecorvo avesse avuto per primo l’intuizione che il neutrino {\displaystyle \nu _{e}} è una particella diversa dal neutrino {\displaystyle \nu _{\mu }} - propose poi anche un esperimento per dimostrarlo - sulla lapide della sua tomba nel cimitero degli Inglesi è stata incisa l'epigrafe "{\displaystyle \nu _{\mu }\neq \nu _{e}}".

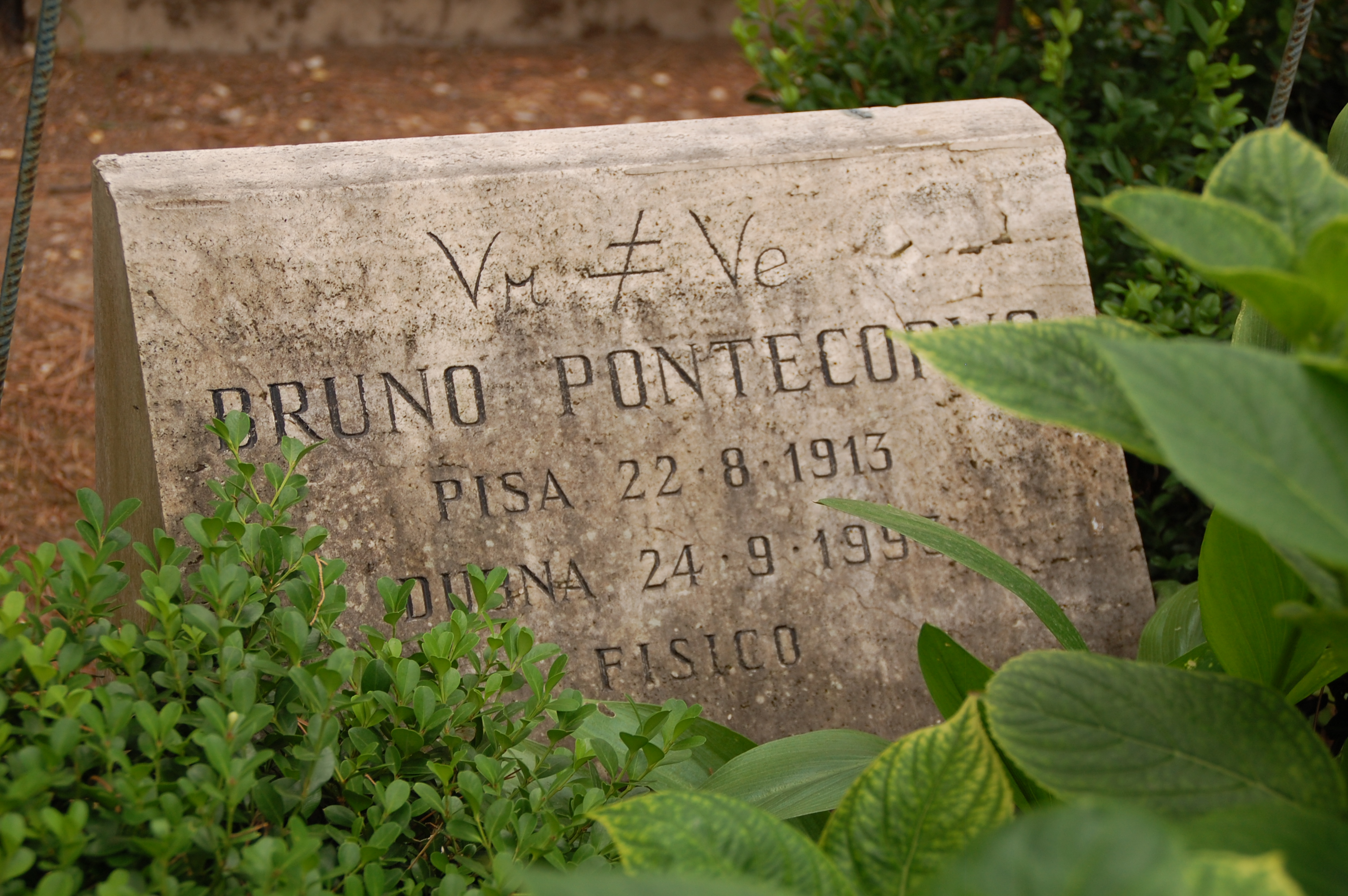
Luogo di sepoltura di Pontecorvo a Roma

Un anno prima di morire, nel 1992, aveva partecipato a un incontro fra scienziati al Centro di Cultura Scientifica Ettore Majorana di Erice. In quell'occasione aveva espresso tutta la sua disillusione e il suo rammarico per essersi trasferito in Unione Sovietica. Più o meno nello stesso periodo, aveva risposto in maniera più dubbiosa alla giornalista Miriam Mafai, che poco dopo la dissoluzione dell'Unione Sovietica gli chiese se si fosse pentito della fatidica scelta: «Ci ho pensato molto, a questa domanda. Puoi immaginare quanto ci ho pensato. Ma non riesco a dare una risposta».
Nel 1995, in riconoscimento dei suoi meriti scientifici, fu istituito in suo onore il prestigioso Premio Bruno Pontecorvo, attribuito annualmente dal Joint Institute for Nuclear Research di Dubna al fisico che ha maggiormente contribuito alla ricerca nel campo delle particelle elementari.
Di tutta l'opera di Bruno Pontecorvo sono da sottolineare i suoi contributi alla fisica dei neutrini, contributi che hanno rappresentato vere e proprie pietre miliari: l'intuizione di come rivelare gli antineutrini prodotti nei reattori nucleari (metodo utilizzato da Frederick Reines che per questo ricevette il premio Nobel nel 1995), la predizione che i neutrini associati agli elettroni fossero diversi da quelli associati ai muoni (la verifica sperimentale di questa predizione ha fruttato il premio Nobel a Jack Steinberger, Leon Lederman e Melvin Schwartz), l'ipotesi che i neutrini, nel vuoto, si potessero trasformare in neutrini di altro tipo: fenomeno noto come oscillazione dei neutrini, la cui successiva conferma sperimentale ha visto l'assegnazione del premio Nobel per la Fisica, nel 2015, ad Arthur McDonald e Takaaki Kajita.
A Pisa, il largo in cui ha sede il Dipartimento di Fisica dell'Università di Pisa è denominato, dal dicembre 2003, Largo Bruno Pontecorvo.
A Marina di Pisa, in piazza delle Baleari, la terrazza è stata intitolata ai fratelli Bruno e Gillo Pontecorvo, entrambi nati a Pisa.

## Opere
- Fermi e la fisica moderna, Roma, Editori Riuniti, 1972.
- Enrico Fermi. Ricordi di allievi e amici, Pordenone, Edizioni Studio Tesi, 1993. ISBN 88-7692-420-5.